# شيلي سميث
شيلي سميث (بالإنجليزية: Shelley Smith)‏ (و. 1987  م) هو كاتب سيناريو، ولاعب كرة قدم أمريكية، من الولايات المتحدة، ولد في فينيكس، أريزونا، يلعب كحارس ‏.

## التعليم
تعلم في Westview High School (Arizona) ‏.